# Solenopsis megergates
Solenopsis megergates é uma espécie de formiga do gênero Solenopsis, pertencente à subfamília Myrmicinae.